# 李金元
李金元（1958年6月—）天津市天狮集团总裁。

## 生平
1958年出生在河北沧州，1978年7月至1982年7月任華北油田生產主管；1982年9月至1985年7月任長春塑料廠廠長；1985年7月至1992年7月任滄州渤海飼料蛋白粉廠廠長；1992年至今任天津天狮集团总裁。2002-2008年就读于南开大学国际商学院。